# クライストチャーチ交響楽団
クライストチャーチ交響楽団（英語：Christchurch Symphony Orchestra、略称：CSO）は、ニュージーランドのクライストチャーチを拠点に活動するオーケストラ。本拠地はクライストチャーチ・タウンホール。

## 概要
1958年にウェリントン出身の作曲家ジョン・リッチー（現・カンタベリー大学名誉教授）が設立した“ジョン・リッチー・ストリングス”が前身母体。当初は11名の演奏家が参加し1959年3月に初演を迎える。1962年11月に「クライストチャーチ市民オーケストラ」(Christchurch Civil Orchestra)へ楽団名を改称。1974年に開催されたコモンウェルスゲームズクライストチャーチ大会で大会演奏を担当し、同年より現在の楽団名を採用。現在はセミプロオーケストラとして組織運営され約50名の楽団員で構成されている。楽団事務局はクライストチャーチ・ポリテクニック内に設置されている。
長く常任指揮者を置かず、ウィリアム・サウスゲートを首席指揮者に招聘し演奏活動を行っていたが、2015年からベンジャミン・ノーシーが首席指揮者を務める。
クライストチャーチ・タウンホールを拠点に定期演奏会を開催するほか、クライストチャーチ大聖堂シリーズ（会場：クライストチャーチ大聖堂）、プロムナード・コンサートを開催している。年間約50の公演を行い、王立ニュージーランドバレエ団、サザンオペラ団との共演多数。キリ・テ・カナワ、ビック・ルンガなどニュージーランド出身アーティストとの共演多数。2008年に楽団創立50周年を祝った。
2011年のカンタベリー地震で本拠地クライストチャーチ・タウンホールが被災したため、定期演奏会は地元の教会やCBSアリーナ（室内競技場）を中心に行っている。
第66回文化庁芸術祭アジア・オーケストラ・ウィーク2011（文化庁主催）に招待され初来日。2011年10月3日に東京オペラシティーで単独演奏、同年10月5日に仙台市青年文化センターで仙台フィルハーモニー管弦楽団との合同オーケストラを編成しウッズがチャイコフスキー作曲交響曲第5番を指揮した。